# Cheilolejeunea ngongensis
Cheilolejeunea ngongensis là một loài Rêu trong họ Lejeuneaceae. Loài này được Malombe & Pócs mô tả khoa học đầu tiên năm 2009.